# Oleniok
Oleniok – rzeka w Rosji, w Kraju Krasnojarskim i Jakucji.
Swoje źródła ma w północnej części Wyżyny Środkowosyberyjskiej. Ma długość 2292 km. Uchodzi do Morza Łaptiewów.